# تشارلز آر. توماس (سياسي)
تشارلز آر. توماس (بالإنجليزية: Charles R. Thomas)‏ هو قاضي ومحامي وسياسي أمريكي، ولد في 21 أغسطس 1861 في الولايات المتحدة، وتوفي بنفس المكان في 8 مارس 1931. حزبياً، نشط في الحزب الديمقراطي. انتخب عضو مجلس نواب كارولينا الشمالية وانتخب عضو مجلس النواب الأمريكي.